# Александер Брюнст
Александер Брюнст-Золлнер (нім. Alexander Brunst-Zöllner, нар. 7 липня 1995, Ноймюнстер, Німеччина) — німецький футболіст, воротар данського клубу «Вайле».

## Ігрова кар'єра
Александер Брюнст народився у містечку Ноймюнстер, що на півночі Німеччини. Грати у футбол починав у юнацьких командах місцевих клубів регіональних ліг. 2008 року воротар приєднався до футбольної школи клубу «Гамбург». Після закінчення школи був заявлений за першу команду, але в основі не зіграв жодного матчу.
Через два роки Брюнст перейшов до клубу «Вольфсбург», де також грав у другій команді. після цього воротар провів три сезони у клубі Третьої ліги «Магдебург».
У вересні 2020 року Брюнст підписав дворічний контракт з клубом данської Суперліги «Вайле».
Александер Брюнст провів кілька матчів у юнацьких збірних Німеччини.